# Col Ute
Le col Ute, en anglais Ute Pass, est un col situé à l'ouest de Colorado Springs dans l'État du Colorado, à une altitude de 2 793 m.